# Juan Antonio Edwards
Juan Antonio Edwards Limón (Ciudad de México, 10 de marzo de 1956) es un actor y director de teatro mexicano. También cuenta con una gran trayectoria como actor de doblaje.

## Carrera
Empezó su carrera como actor con solo tres años de edad, como extra en la película Santa Claus protagonizada por José Elías Moreno. A pesar de su corta edad siguió desarrollando una larga carrera en el cine, participando en películas como Días de otoño, Cri Cri el grillito cantor, Sor Ye-yé, Lucio Vázquez, Muñeca reina, El derecho de los pobres y Renuncia por motivos de salud, entre otras. También participó en coproducciones de México y Hollywood como The Desperate Mission al lado de Ricardo Montalbán y The Bridge in the Jungle protagonizada por la estrella de Hollywood John Huston y destacados actores mexicanos como Katy Jurado y Jorge Martínez de Hoyos, entre otros.
En la década de los 60 comenzó su carrera en televisión debutando en la primera versión para televisión de El derecho de nacer, protagonizada por María Rivas y Enrique Lizalde, aquí Edwards interpretó a Alberto Limonta cuando niño. Desde entonces ha participado en diversas telenovelas entre las que se encuentran Mundo de juguete, Barata de primavera, Vivir enamorada, La fiera, Vivir un poco, Milagro y magia, María la del barrio y Mañana es para siempre, entre muchas otras.
Por su actuación en la telenovela Vivir un poco como el hijo de una mujer asesinada que se enamora de la protagonista fue galardonado con el Premio TVyNovelas al Mejor actor joven en 1986.
En teatro ha participado en obras como El principito, El avaro, Las madres, Yo quiero a mi mujer y 11 y 12, entre otras. Tuvo gran éxito con la puesta en escena Diario de un loco que se presentó en el Teatro Polyforum de Ciudad de México durante más de siete meses.
Es un destacado actor de doblaje, ha trabajado en diversas películas y series, su timbre de voz siempre se adecuaba a personajes infantiles, jóvenes o los buenos de la historia, ejemplo de esto son sus trabajos en ¡Que verde era mi valle! (donde dobló al personaje de Roddy McDowall); Las aventuras de Tom Sawyer (donde dobló a Tom Sawyer); El último emperador donde dobló al protagonista Pu Yi a sus quince años; y la película de Disney Dinosaurio donde dobló a Aladar el joven protagonista. Además dobló al actor Scott Foley en las series Cougar Town y Grey's Anatomy. Trabajó para muchas películas animadas como Cars, El zorro y el sabueso, La telaraña de Charlotte y Horton y el mundo de los Quién.
Estuvo casado con la actriz de doblaje Queta Leonel y tienen una hija en común, Erica Edwards, que al igual que sus padres también se dedica al doblaje.

## Filmografía

### Telenovelas
- Y mañana será otro día (2018) – Santos
- Corazón que miente (2016) – Dr. Quijano
- Mi corazón es tuyo (2014)
- Quiero amarte (2013)
- Por siempre mi amor (2013)
- La mujer del vendaval (2012-2013) – Abogado
- Amores verdaderos (2012-2013)
- Ni contigo ni sin ti (2011) – Juan
- Zacatillo, un lugar en tu corazón (2010) – Roberto Cárdenas
- Mañana es para siempre (2008-2009) – Efraín Grajales
- Juro que te amo (2008-2009) – Lic. Huerta
- La ley del silencio (2005)
- Clase 406 (2002-2003) – Jerónimo Ordóñez
- La usurpadora (1998) – Doctor
- María la del barrio (1995-1996) – Dr. Rodrigo Suárez
- Milagro y magia (1991) – Pepe
- Ave de paso (1986)
- Lista negra (1986-1987) – Simón
- Ave fénix (1986) – Arturo
- Vivir un poco (1985-1986) – Rogelio Andrave Estravados
- La fiera (1983-1984) – El Chamuco
- Vivir enamorada (1982-1983) – Horacio
- Los Pardaillán (1981) – Carlos
- Pelusita (1980-1981) – Ricardo
- Colorina (1980-1981) – Armando
- Cumbres Borrascosas (1979-1980) – Mariano
- Muñeca rota (1978-1979)
- Viviana (1978-1979) – Mozo del hotel
- Mi hermana la Nena (1976-1977) – Julio
- Barata de primavera (1975-1976) – Carlos
- Mundo de juguete (1974-1977) – Ernesto
- La gata (1970-1971) – Mariano Martínez Negrete (niño)
- Rosario (1969)
- Juventud, divino tesoro (1968)
- Un pobre hombre (1967)
- El derecho de nacer (1966-1967) – Alberto Limonta (niño)
- Desencuentro (1964)

### Series de TV
- Como dice el dicho (2011) – Octavio Treviño (episodio "Del agua mansa...")
- Vecinos (2008) – Doctor (episodio "El santo niño milagroso")
- La rosa de Guadalupe (2008)
  - Súper amigas – Ignacio
  - A la de Dios - Joaquín
  - La receta mágica – Rodolfo
  - Segunda vuelta – Óscar
  - Una atención constante – Andrés
  - Lo que es el amor – Cristóbal
  - Celos – Psicólogo
  - Las dos viudas – Gonzalo †
- Mujer, casos de la vida real (1996-2006)
- ¿Qué nos pasa? (1998)
- Buenas noticias (1993-1994) – Máximo Buenrostro y Malacara
- Chespirito (1991-1993) – Hipólito
- Papá soltero (1987) – Sergio (episodio "Alejandra pretende ser una niña nice")

### Películas
- Soul Walker (2012) – Franco Leyva
- Padre Pro (2010) – Luis Segura Vilchis
- La locura mexicana (1993) – Botello
- La Costurerita Valiente (1991) – Bisbirudolfo
- Infierno en la frontera (1990)
- Me lleva el tren (1990) – Gilberto Alcaldo
- Golondrina presumida (1985)
- La venganza de María (1983)
- Erotikón (1981)
- Renuncia por motivos de salud (1976) – Alfredo
- Los perros de Dios (1974)
- El derecho de los pobres (1973) – Mario
- El festín de la loba (1972)
- Muñeca reina (1972) – Carlos (14 años)
- The Bridge in the Jungle (1971) – Muchacho #2
- La vida inútil de Pito Pérez (1970)
- Estafa de amor (1970) – Daniel (niño)
- The Desperate Mission (1969) – Juan Antonio Laquesta
- El mundo de los aviones (1969)
- Mi maestro (1968)
- Corazón salvaje (1968) – Juan del Diablo (niño)
- Lucio Vázquez (1968) – Novio
- Sor Ye-yé (1968).... Niño
- Los bandidos (1967)
- Santo el enmascarado de plata vs la invasión de los marcianos (1967)
- El derecho de nacer (1966) – Albertico
- Un gallo con espolones (1964)
- El espadachín (1964)
- Cri Crí el grillito cantor (1963) – Francisco Gabilondo Soler (joven)
- Días de otoño (1963) – Hijo de Don Albino
- El ángel exterminador (1962)
- Santa Claus (1959) – Extra

## Teatro
- El Principito
- Mame, El musical
- Con brincos al espacio
- El avaro
- Las madres
- El día que secuestraron al Papa
- Las tres maravillas
- Hay que matar a Tony
- Todo se vale
- A oscuras me da risa
- Yo quiero a mi mujer
- Tom Sawyer, El musical
- 11 y 12
- El diario de un loco
- Después de la 12
- Rock of Ages Cancun

## Doblaje

### Películas
- Pantera Negra: Wakanda por siempre (2022) - Everett K. Ross
- Pantera Negra (2018) - Everett K. Ross
- Capitán América: Civil War (2016) - Everett K. Ross
- Caballo de guerra (2011)- Andrew Easton (Matt Milne)
- Hop: Rebelde sin Pascua (2011) - E.B. (Russell Brand) (tráiler)
- Una cena para tontos (2010)- Tim Conrad (Paul Rudd)
- Transformers: la venganza de los caídos (2009) - Voces adicionales
- Las crónicas de Narnia: el príncipe Caspian (2008) - Voces adicionales
- Horton y el mundo de los Quién (2008)- Ned O'Malley, el Alcalde de Villa Quién (Steve Carell)
- Un juego vs. el destino (2007) - Jamal Evans (Jamal Mixon)
- Brigada 49 (2004) - Ray Gauquin (Balthazar Getty)
- El periodista (2004)- Brick Tamiand (Steve Carell)
- El pecado (2003) - Lakorn (Daniel Dae Kim)
- Scary Movie 3 (2003) - Alien #1 - (Troy Yorke)
- Una joven pareja de idiotas (2003) - Harry Dunne (Derek Richardson)
- Scream 3 (2000) - Roman Bridger (Scott Foley)
- El sexto sentido (1999) - Stanley Cunningham (Bruce Norris)
- El Libro de la Selva (1998) - Narración
- El último emperador (1987) - Pu Yi (15 años) (Wu Tao)
- Damien: La profecía II (1978) - Damien Thorn -(Jonathan Scott-Taylor)
- Tiburón (1975) - Joven en playa - ¿?
- Matar a un ruiseñor (1963) - Jem -(Phillip Alford)
- Tres vidas errantes (1960) - Sean Carmody -(Michael Anderson Jr.)
- El rey y yo (1956) - Louis Leonowens - (Rex Thompson)
- Abbott y Costello: En Venus (1953) - Niño # 2 - (Ricki Van Dusen)
- Quo vadis? (1951) - Nazarius - (Peter Miles)
- ¡Qué verde era mi valle! (1941) - Huw Morgan - (Roddy McDowall)
- La aventuras de Tom Sawyer (1938) - Tom Sawyer - (Tommy Kelly)

### Series de TV
Scott Foley
- Cougar Town - Jeff (2009-2010)
- Grey's Anatomy - Henry Burton (2010-2011)

Otros papeles:
- Kung Fu - Kwai Chang Caine (Joven) (1972)
- La tribu Brady (serie de TV) - Peter Brady (Temp. 1-3) (1969)
- Los Waltons - Benjamin "Ben" Walton (1972)
- Gilmore Girls - Christopher Hayden (David Sutcliffe)
- Esposas Desesperadas - Dr. Ron McCreadie (Jay Harrington)
- Almas Perdidas - Gabriel
- Doctor House - Bryan Singer
- Dollhouse - Alpha (Alan Tudyk)
- Señorita Cometa - Voces diversas (serie de 1967)
- El Hombre Increíble - Voces adicionales

### Personajes episódicos
- Los Hart investigadores
  - Epis. # 11 - Theo Stephanos - Andrew Parks

### Películas Animadas
- Cars - No Carlos
- Dinosaurio - Aladar
- El zorro y el sabueso - Tod (adulto)
- La telaraña de Charlotte - Henry Fussy
- La sirenita 3: los comienzos de Ariel - Manchas
- Horton y el mundo de los Quién - Ned McDodd, el Alcalde de Villa Quién
- Buscando a Dory - Rudder
- Ralph, el Demoledor - Agente Wynnchel
- Wifi Ralph - Agente Wynnchel

### Series Animadas
- Ahí viene... ¡Cascarrabias! - Terry Dexter
- Los Vengadores: Los héroes más poderosos del planeta - Marv-Vell/Capitán Marvel
- MAD - Jack Sparrow, James Rhodes/War Machine, Voces adicionales
- Ben 10: Omniverse - Rook Blonko
- Hora de aventura - Prismo (1a voz)

### Anime
- Saint Seiya The Lost Canvas - Edward de Sylpho
- Pokémon - Padre de Dan

### Dirección de doblaje
- El águila de la legión perdida
- Olas salvajes 2
- Al filo de la mentira "The Debt"
- Si fueras yo
- Beginners: Así se siente el amor
- Outsourced
- La oficina (varios capítulos; Temp. 8 en adelante)
- Up All Night

## Reconocimientos

### Premios TVyNovelas
| Año  | Categoría         | Telenovela    | Resultado |
| ---- | ----------------- | ------------- | --------- |
| 1986 | Mejor actor joven | Vivir un poco | Ganador   |